# Solosolo
『solosolo』（ソロソロ）は、大貫亜美吉村由美（PUFFY）のアルバムである。1997年8月6日発売。発売元はエピックレコードジャパン。

## 概要
PUFFYの、大貫亜美・吉村由美の二人のソロ作品を集めた2枚組アルバム。PUFFYのデビュー前に、大貫亜美のソロ曲は既に収録されていた。それに、吉村由美のソロ曲が追加収録された。CD2枚組で、1枚目は大貫亜美、2枚目は吉村由美の曲が収録されている。

## 収録曲

### Disc.1（大貫亜美）
1. 女の子男の子 [3:58]
作詞：奥田民生、作曲：Andy STURMER、編曲：奥田民生
2. Love Depth [4:10]
訳詞：大貫亜美、作曲：Peter PHILLIPS/Paul CHASTAIN/Ric MENCK/Jeffrey UNDERHILL、編曲：Velvet Crush
3. Honey [2:46]
作詞：大貫亜美、作曲・編曲：Andy STURMER
  - 大貫亜美の1stシングル。ソニー「パスポートサイズハンディカム」CMソング
4. That's Sweet Smile [4:27]
作詞：大貫亜美、作曲：Stephen DUFFY、編曲：Velvet Crush
5. Be Someone Tonight [3:20]
作詞・作曲：Paul CHASTAIN/Ric MENCK/Jeffrey UNDERHILL、編曲：Velvet Crush
6. SNACKS [3:35]
作詞：大貫亜美、作曲・編曲：Frank SIMES
7. ただいま [3:16]
作詞：阿部義晴、作曲：Paul BEVOIR、編曲：阿部義晴
  - シングル「Honey」収録。テレビアニメ『はれときどきぶた』エンディングテーマ

### Disc.2（吉村由美）
1. 天然の美(ビューティ) [3:26]
作詞：サエキけんぞう、作曲・編曲：桜井鉄太郎
2. 強気なふたり [4:17]
作詞：サエキけんぞう、作曲・編曲：桜井鉄太郎
  - シングル「V・A・C・A・T・I・O・N」収録。テレビアニメ『はれときどきぶた』オープニングテーマ
3. 花火 [4:28]
作詞：サエキけんぞう、作曲・編曲：桜井鉄太郎
4. V・A・C・A・T・I・O・N [3:30]
作詞・作曲・編曲：小西康陽
  - 吉村由美の1stシングル。ソニー「パスポートサイズハンディカム」CMソング
5. それなりに [4:23]
作詞・作曲：鈴木桃子、編曲：桜井鉄太郎
6. 愛のオーラ [3:24]
作詞・作曲：倉持陽一、編曲：桜井鉄太郎
  - 提供者の倉持は真心ブラザーズ名義でシングル同タイトルでセルフカバーしている(1997/11/21)
7. わたしの望み [3:13]
作詞・作曲：鈴木祥子、編曲：桜井鉄太郎
  - 提供者の鈴木は自身のアルバム『Love, painful love』でセルフカバーしている(2000/9/27)

## 演奏
Disc.1
- 奥田民生：Guitars (#1.7)
- 根岸孝旨：Bass (#1)
- 古田たかし：Drums (#1.7)
- 斎藤有太：Keyboards (#1)
- Ric Menck：Drums (#2.4.5)
- Paul Chastain：Bass & Backing Vocals (#2.4.5)
- Jeffrey Underhill：Guitars (#2.4.5)
- Peter Phillips：Guitars (#2.5)
- Dave Gibbs：Backing Vocal (#2.5)
- Andy Sturmer：All Instruments (#3)
- Brother Cleve：Organ (#4)
- David Raven：Drums (#6)
- Frank Simes：Guitars & Bass (#6)
- 金原千恵子：Violin (#7)
- 横山英規：Bass (#7)
- 阿部義晴：Keyboards (#7)

Disc.2
- 桜井鉄太郎
  - Backing Vocal
  - Programming (#1.2.3.5.6.7)
  - Guitars (#1)
  - Keyboards (#3.6)
- 横銭ユージ：Drums (#1.3.5.7)
- 六川正彦：Bass (#1.2.3.5.7)
- 土屋潔：Guitars (#1.2.3.5.6.7)
- 河野伸：Keyboards (#1.3.5.6.7)
- 阿部耕作 (THE COLLECTORS)：Drums (#4)
- キタダマキ：Bass (#4)
- 窪田晴男：Guitars (#4)
- 久米大作、小西康陽：Keyboards (#4)
- 坂元俊介：Synthesizer (#4)
- 鈴木桃子：Backing Vocal (#5)